# 5878 Charlene
5878 Charlene (1991 CC1) là một tiểu hành tinh vành đai chính được phát hiện ngày 14 tháng 2 năm 1991 bởi Helin, E. F. ở Palomar.